# Agroiris
Agroiris es una sociedad agraria de transformación dedicada a la comercialización de productos agrícolas, con salas de manipulado y envasado,  de la provincia de Almería, (Andalucía, España), con sede en el Almerimar (El Ejido). Entre sus servicios cuenta con una red de transporte nacional e  internacional por carretera. Es la mayor comercializadora de pimiento de Almería.
Cuenta con unos 649 socios. Cuenta, además, con  700 hectáreas de cultivo y más de 1000 empleados de almacén. Comercializa alrededor de 190.000 toneladas de producción (2012-2013).
Posee los certificados de calidad ISO 9001 (AENOR), British Retail Consortium (BRC), EurepGAP e International Food Standard (IFS).

## Historia
Agroiris se fundó el 1 de julio de 1994, constituida por agricultores productores, socios en la comercialización de la producción. Durante años ha  exportado frutas y hortalizas a más de veinticinco países, entre los que destacan por volumen Alemania, España, Países Bajos y Reino Unido, como principales, aunque la lista continúa con Francia, Italia, Rusia, Estados Unidos, Canadá o Dubái (E.A.U.). 
Entre la producción destaca por su importe el pimiento, con más de cuarenta millones de kilos al año, seguidos por el melón, con unos dieciséis millones, el pepino, con quince, la sandía, con catorce, y el calabacín, tomate, berenjena, judías, coles, guisantes, tirabeques y uvas, con un total de más de 103 millones de kilos por un valor superior a los 92 millones de euros durante el año 2004.
En 2008 Agroiris abandona la asociación de exportadores Coexpal tras acuerdo mayoritario de sus socios.
En 2010 adquiere la empresa Campoalmería, del Grupo Dunia. 
En 2011 adquirió Mayba, tras el acuerdo unánime de disolución de sus 54 socios en enero; gran parte de los mismos ingresaron en Agroiris. Se convierte así en la primera comercializadora de pimiento de Almería, con más de sesenta millones de kilos al año. 
El 19 de junio de 2013 su asamblea general aprueba la fusión con Ejidoluz. Ambas sociedades ya tenían un acuerdo de cooperación comercial desde 2006.

### Centros
Agroiris cuenta con seis centros de manipulación y envasado: en El Ejido, Adra, Roquetas de Mar, Vícar, La Mojonera y Canjáyar.